# Suzlon Energy

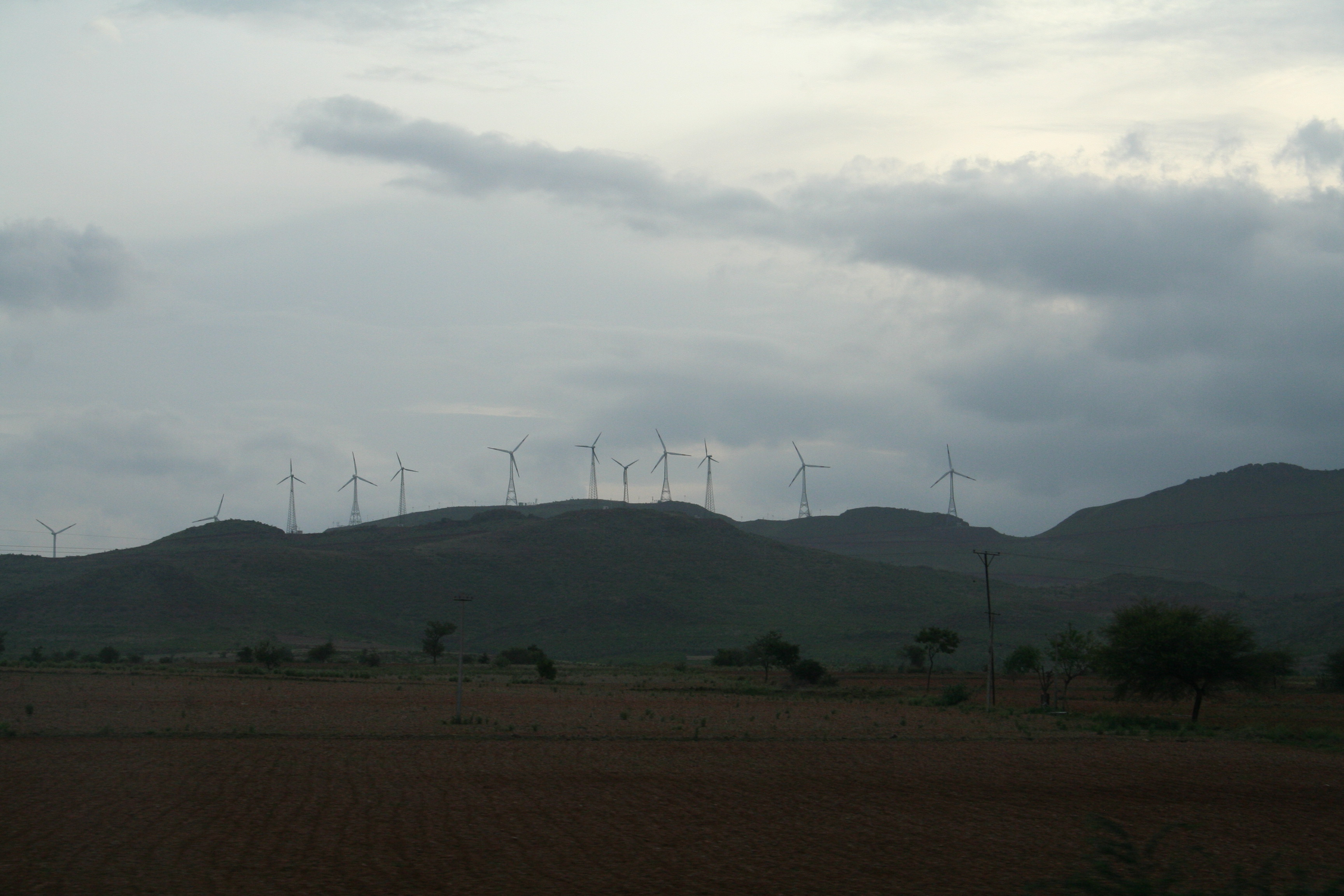
Windpark in Chitradurga, der mit Suzlon Windkraftanlagen ausgerüstet ist

Suzlon Energy Ltd. ist ein indischer Hersteller von Windkraftanlagen, mit Sitz in Pune, Bundesstaat Maharashtra. Das Unternehmen ist seit 2005 an der Börse in Mumbai gelistet und beschäftigte im Jahre 2022 weltweit rund 5400 Mitarbeiter in 17 Ländern.
Hergestellt werden die Windkraftanlagen in Indien (Maharashtra, Pondicherry, Gujarat, Daman, Padubidri), China (Tianjin) und Nordamerika (Pipestone, Minnesota). Der Unternehmensbereich Forschung und Entwicklung sitzt in Dänemark, Deutschland, Indien und den Niederlanden. Das Unternehmen hat Tochtergesellschaften in mehreren Staaten, darunter in Dänemark und Deutschland. Suzlon entwickelte einige der größten Windparks in Asien und baute bei Kutch im indischen Bundesstaat Gujarat einen der weltweit größten Windparks mit einer Kapazität von 1100 MW.

## Geschichte
Gründer, Unternehmenschef (Chairman und Managing Director) ist der ehemalige Textilproduzent Tulsi Tanti. Er kaufte 1994 für sein Textil-Familienunternehmen mit 20 Angestellten zwei Windkraftanlagen, um eine eigene Energieversorgung aufzubauen. 1995 gründete er Suzlon als Windenergie-Komplettlösungsvertrieb und erwarb 1996 von Südwind, einem deutschen Windkraftanlagenhersteller, Lizenzen (mit einer Laufzeit von 5 Jahren) für Windturbinen mit Leistungen von 270, 300, 350, 600 und 750 kW. Es wurde ein Versorgungskonzept für Firmen angeboten.
2001 verkaufte Tanti sein Textilunternehmen und erwarb von Lizenzen für Rotorblätter von Aerpac B.V., sowie Kauf von Rotorblattfertigungstechnologien von Enron Wind Rotor Production B.V. für ein weiteres Rotorblattmodell. Die Entwicklungsabteilung von Suzlon wurde vor allem durch Mitarbeiter des Windkraftanlagenherstellers Südwind aufgebaut. Seit 2003 befindet sich die Entwicklungsabteilung in Rostock. Seither kamen Standorte in Berlin, Hamburg, Bochum, Aarhus (Dänemark), Córdoba (Spanien) und Hengelo (Niederlande) hinzu.
2005 gründete Suzlon mit der Elin EBG Motoren GmbH aus Österreich das Joint-Venture Suzlon Generators (Suzlon-Anteil: 74,9 %) zur Herstellung von eigenen Generatoren. Es kam auch zu einer Vereinbarung mit Winergy AG, einem Getriebelieferanten mit Produktion in Indien.
2006 erwarb Suzlon die Anteilsmehrheit des Getriebeherstellers Hansen Transmissions in Belgien. Tulsi Tanti 2006 wurde im selben Jahr auf der Forbes-Liste der reichsten Inder an achter Stelle geführt. Laut Forbes war er 2008 der reichste Inder und rangierte auf Platz 33 der reichsten Männer der Welt. Dieser Rang ging jedoch infolge der Finanzkrise verloren. Damals waren mehr als 40 indische Banken an der Finanzierung von Suzlon-Projekten beteiligt.
Am 9. Februar 2007 unterbreitete Suzlon Energy eine Kaufofferte für den deutschen Windanlagenbauer REpower Systems, in Höhe von insgesamt 1,02 Milliarden Euro, was 20 % über ein kurz zuvor von dem französischen Atomkonzern Areva vorgelegtes Angebot hinausging. Suzlon hatte für die Übernahme – über eine mittelbare Tochtergesellschaft (SE Drive Technik GmbH) – eine Zweckgesellschaft (Suzlon Windenergie GmbH) gegründet, an der sie mit 75 % und die portugiesische Martifer-Gruppe mit 25 % beteiligt waren. Martifer hielt bereits 25,4 % der REpower-Aktien. Im Mai 2007 übernahm Suzlon REpower Systems mehrheitlich für 1,3 Mrd. Euro, die letzten Aktionäre wurde im Oktober 2011 im Rahmen eines Squeeze-Out abgefunden. Die Marke REpower wurde von Suzlon bis 2013 genutzt. 2014 wurde der Geschäftszweig umbenannt in Senvion.
2009 verkauft Suzlons Tochterunternehmen AE-Rotor Holding BV ein Aktienpaket von 35,22 & der Anteile an Hansen Transmissions und hielt zunächst weiterhin 26,06 %. 2011 werden die restlichen Anteile an Hansen Transmissions verkauft.
2014 war Suzlon – gemessen an der bis dahin installierten Nennleistung – der weltweit fünftgrößte Windturbinenhersteller. Suzlon erzielte im Geschäftsjahr 2014/2015 einen Umsatz von 3,17 Mrd. US-$. Seither verlor Suzlon an Marktanteilen.
2015 sah sich Suzlon wegen finanzieller Schwierigkeiten gezwungen, Senvion an den US-Fonds Centerbridge zu verkaufen. 2016 beschäftigte Suzlon weltweit 7.500 Mitarbeiter in 19 Ländern. Ende 2021 betrug die Nennleistung der von Suzlon gebauten und bis dahin in Betrieb genommenen Windenergieanlagen weltweit gut 19,3 GW. Davon waren 13,4 GW in Indien installiert (rund 9100 Anlagen). Im Geschäftsjahr 2021/2022 gingen Anlagen mit einer Nennleistung von 808 MW ans Netz.

## Produkte

### Aktuelle Produkte
| Anlagentyp           | S120          | S133      | S144    |
| -------------------- | ------------- | --------- | ------- |
| IEC-Windklasse       | S             | S         |         |
| Nennleistung (kW)    | 2100          | 2600–3000 | 3000    |
| Rotordurchmesser (m) | 120           | 133       | 144     |
| Nabenhöhe (m)        | 105, 120, 140 | bis 160   | bis 160 |

### Ehemalige Produkte
| Anlagentyp           | S52 | S66  | S82  | S88  | S97  | S111 |
| -------------------- | --- | ---- | ---- | ---- | ---- | ---- |
| Nennleistung (kW)    | 600 | 1250 | 1500 | 2100 | 2100 | 2000 |
| Rotordurchmesser (m) | 52  | 66   | 82   | 88   | 97   | 111  |